# Дворец в Э
Шато-д’Э (фр. Château d’Eu) — королевский дворец в городе Э на севере Франции, в 4 км от Ла-Манша. Построен герцогом Генрихом Гизом и его супругой, Екатериной Клевской, в конце XVI века на месте замка, разрушенного в 1475 году во избежание его взятия англичанами. Свой нынешний вид дворец приобрёл в XVII веке, когда его обитательницей была герцогиня де Монпансье. Король Луи-Филипп превратил шато д’Э в свою летнюю резиденцию; дважды он принимал в нём английскую королеву Викторию. С 1973 года во дворце размещается музей Луи-Филиппа и его эпохи.